# 土成町宮川内
土成町宮川内（どなりちょうみやごうち）は、徳島県阿波市の大字。2010年10月1日現在の人口は910人、世帯数は266世帯。郵便番号は〒771-1508。

## 地理
阿波市の東部に位置。東は土成町高尾と板野郡上板町、西は市場町日開谷、南は土成町吉田・土成町土成・土成町浦池、北は香川県東かがわ市に接する。
讃岐山脈南麓が大部分を占め、山脈から発する宮川内谷川の流域に広がっている。宮川内ダムの湖畔に御所温泉があったが、現在は廃業している。宮川内谷川流域では、大きなたらいにうどんを入れたたらいうどんが名物である。

### 河川
- 宮川内谷川
- 八丁谷川
- 佐古谷川
- 大畑谷川

### 小字

道の駅どなり

| - 相坂 - 相婦 - 射場ヶ丸 - 大田尾 - 大畑 - 大別当 | - 落久保 - 落倉 - カガリヤ - 苅庭 - 上山田 - 上畑 | - 教連寺 - 清延 - 楠木 - 公ノ下 - 御所 - 下り松 | - 下畑 - 下山田 - 次郎助 - 神田 - 角倉口 - 角倉 | - 天井 - 中村 - 西内 - 西谷 - 八町 - 日僧 | - 平間 - 広坪 - 藤ヶ内 - 藤原 - 古田 - 宝原 | - 前原 - 見坂 - 宮ノ尾 - 宮ノ下 |  |

## 歴史
- 2005年（平成17年）4月1日 - 板野郡土成町が吉野町・阿波郡市場町・阿波町と合併して阿波市となり、住所表記は「板野郡土成町宮川内」から「阿波市宮川内」となる。
- 2007年（平成19年）1月1日 - 住所表記に「土成町」が復活し、現在の表記となる。

## 施設

阿波市立御所小学校

- 阿波市立御所小学校
- 道の駅どなり
- 宮川内ダム
- 相坂ダム（御所池）
- 太鼓坂
- 宮川内公園

## 交通

### 道路
国道
- 国道318号

都道府県道
- 徳島県道139号船戸切幡上板線
- 徳島県道235号宮川内牛島停車場線